# Meistriliiga 2002
La Meistriliiga 2002 fu la dodicesima edizione della massima serie del campionato di calcio estone conclusa con la vittoria del Flora Tallinn, al suo sesto titolo e secondo consecutivo.
Capocannoniere del torneo fu Andrei Krõlov (TVMK Tallinn), con 37 reti.

## Formula
Fu confermata la formula della stagione precedente: il numero di squadre rimase fermo ad otto e il torneo a fase unica. Furono disputati doppi turni di andata e ritorno, per un totale di 28 incontri per squadra: venivano assegnati tre punti per la vittoria, uno per il pareggio e zero per la sconfitta.
L'ultima classificata retrocedeva direttamente in Esiliiga, mentre la penultima giocava un play-off contro la seconda dell'Esiliiga 2002, con gare di andata e ritorno.

## Squadre partecipanti
| Club                | Città        | Stagione precedente                       |
| ------------------- | ------------ | ----------------------------------------- |
| Flora Tallinn       | Tallinn      | Campione d'Estonia                        |
| Levadia Maardu      | Maardu       | 3° in Meistriliiga                        |
| Levadia Pärnu       | Pärnu        | 1° in Esiliiga, promosso                  |
| Levadia Tallinn     | Tallinn      | 6° in Meistriliiga                        |
| Lootus Kohtla-Järve | Kohtla-Järve | 7° in Meistriliiga, salvo dopo i play-off |
| Trans Narva         | Narva        | 4° in Meistriliiga                        |
| Tulevik Viljandi    | Viljandi     | 5° in Meistriliiga                        |
| TVMK Tallinn        | Tallinn      | 2° in Meistriliiga                        |

## Classifica finale
|                    | Pos. | Squadra             | Pt | G  | V  | N | P  | GF | GS | DR  |
| ------------------ | ---- | ------------------- | -- | -- | -- | - | -- | -- | -- | --- |
| Estonia (bandiera) | 1.   | Flora Tallinn       | 64 | 28 | 20 | 4 | 4  | 79 | 25 | +54 |
|                    | 2.   | Levadia Maardu      | 62 | 28 | 18 | 8 | 2  | 70 | 25 | +45 |
|                    | 3.   | TVMK Tallinn        | 53 | 28 | 16 | 5 | 7  | 90 | 35 | +55 |
|                    | 4.   | Trans Narva         | 47 | 28 | 14 | 5 | 9  | 54 | 49 | +5  |
|                    | 5.   | Tulevik Viljandi    | 36 | 28 | 10 | 6 | 12 | 51 | 52 | -1  |
|                    | 6.   | Levadia Tallinn     | 23 | 28 | 6  | 5 | 17 | 32 | 70 | -38 |
|                    | 7.   | Lootus Kohtla-Järve | 21 | 28 | 5  | 6 | 17 | 24 | 67 | -43 |
|                    | 8.   | Levadia Pärnu       | 8  | 28 | 1  | 5 | 22 | 19 | 96 | -77 |

### Spareggio promozione/retrocessione
| 16 novembre 2002                                          | Kuressaare | 1 – 1     | Lootus Kohtla-Järve |  |
| \| \| \| \| \| A. Dubõkin 2’ \| Marcatori \| 41’ Popov \| |            |           |                     |  |
|                                                           |            |           |                     |  |
| A. Dubõkin 2’                                             | Marcatori  | 41’ Popov |                     |  |

| 24 novembre 2002                          | Lootus Kohtla-Järve | 0 – 1   | Kuressaare |  |
| \| \| \| \| \| \| Marcatori \| 85’ Õun \| |                     |         |            |  |
|                                           |                     |         |            |  |
|                                           | Marcatori           | 85’ Õun |            |  |

### Verdetti
- Flora Tallinn Campione d'Estonia 2002 e ammesso al primo turno preliminare di UEFA Champions League 2003-2004.
- Levadia Maardu e TVMK Tallinn ammessi al turno preliminare di Coppa UEFA 2003-2004.
- Trans Narva ammesso al primo turno di Coppa Intertoto 2003.
- Levadia Pärnu retrocesso in Esiliiga.
- Lootus Kohtla-Järve retrocesso in Esiliiga dopo i play-out.

## Classifica marcatori
| Pos | Nome                 | Club             | Gol |
| --- | -------------------- | ---------------- | --- |
| 1   | Andrei Krõlov        | TVMK Tallinn     | 37  |
| 2   | Maksim Gruznov       | Trans Narva      | 24  |
| 3   | Tor Henning Hamre    | Flora Tallinn    | 23  |
| 4   | Vjatšeslav Zahovaiko | Tulevik Viljandi | 20  |
| 5   | Dmitri Ustritski     | Tulevik Viljandi | 16  |
| 6   | Vitali Leitan        | Levadia Maardu   | 14  |
| 7   | Vladimir Tšelnokov   | Levadia Maardu   | 12  |
| 8   | Argo Arbeiter        | Levadia Maardu   | 11  |
| -   | Aleksandr Kulik      | Flora Tallinn    | 11  |
| -   | Ingemar Teever       | TVMK Tallinn     | 11  |